# 吉尔伯特·斯图尔特

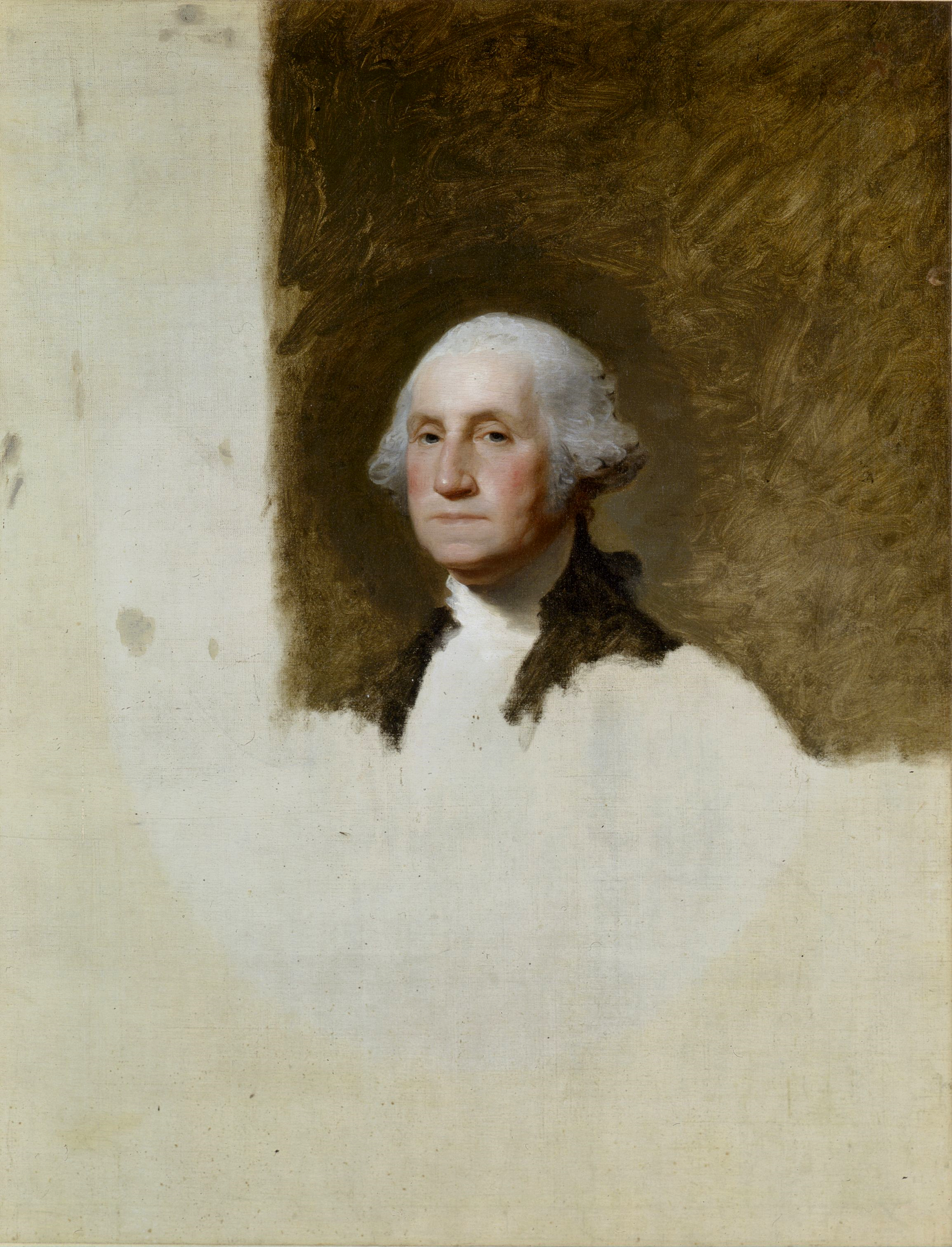
華盛頓肖像

吉尔伯特·查尔斯·斯图尔特（英語：Gilbert Charles Stuart，出生時姓拼作Stewart，1755年12月3日—1828年7月9日），美国罗得岛州画家。他被认为是美国最著名的肖像画家之一。他的名作是一幅未完成的乔治·华盛顿肖像（有时称作The Athenaeum），该作品于1796年开工，但由于吉尔伯特1828年去世而未能完成。这幅肖像在美国一元纸币上躺了一个世纪。
终其一生，吉尔伯特为1000多人画了肖像，包括6位美国总统。他的作品现在多收藏于美国和英国的博物馆，尤其是纽约的大都会博物馆和弗里克收藏馆，华盛顿的美國國家藝廊，伦敦的国家肖像馆和波士顿的美术馆。